# Combat de la Penissière
La batalla de La Penissière va tenir lloc el 6 de juny de 1832 durant la insurrecció legitimista de 1832 a La Bernardière (Vendée).

## Preludi
La nit del 5 al 6 de juny de 1832, la guarnició de Clisson va ser advertida que una banda de vendéans es trobava al castell de la Penissière, a la comuna de La Bernardière. A l'alba, Bureau-Robinière, el comandant de la Guàrdia Nacional, posa les tropes en moviment. Quatre companyies de la Guàrdia Nacional, una companyia de gendarmes i quatre companyies d'un batalló del 29è Regiment d'Infanteria de Línia convergeixen a La Penissière. Una columna arriba per La Bernardière, l'altra per Treize-Septiers. Els vendéans, per la seva banda, passen la nit fabricant cartutxos.
Els legitimistes estaven comandats per Eugène de Girardin, el cap de la divisió Clisson, Louis de Chevreuse i Athanase de Guinefolle[1]. Estimats en 150 o 200 homes pels orleanistes, els vendeans només eren 52 o 60 segons Émile Gabory i 45 segons l'informe de Girardin.

No es coneix exactament el nombre de soldats orleanistes que van participar en la batalla. L'historiador legitimista Jacques Crétineau-Joly proposa 1.200 homes, el general filipista Dermoucourt parla només de 200 soldats. Present durant la lluita, a diferència de Dermoncourt, la guàrdia nacional Gautret va donar entre 500 i 600 homes contra 60 vendéens[1]. Girardin, en el seu informe, xifra les forces orleanistes entre 800 i 900 homes.

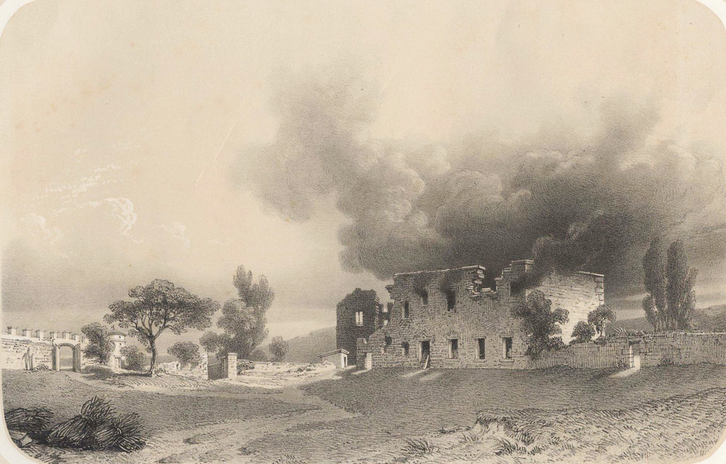
El Château de la Pénissière, litografia de Thomas Drake, entre 1856 i 1860.

## Progrés
Quan van arribar els soldats, cap a les onze del matí, els vendeans van prendre posició darrere la muralla que separava el jardí del pati interior, però els orleanistes van aconseguir creuar la muralla circumdant i els defensors es van veure obligats a retrocedir dins l'edifici. Els soldats es van apoderar del pavelló, la granja i les ruïnes de la capella, es van posicionar darrere dels murs del jardí i del pati, on van fer merlets, romanent el menys exposats possible.
Els orleanistes van decidir llavors calar foc a la casa. Van enderrocar les portes amb destrals i després van llençar-hi feixos de pals i escombres. Un membre de la Guàrdia Nacional col·loca una escala contra la paret i després apila les feixes a la teulada abans de calar-hi foc. A l'exterior, una trentena de camperols van intentar intervenir, alertats pel so de les trompetes dels assetjats, però van ser ràpidament rebutjats.
Els orleanistes van intentar prendre la posició amb baionetes, però atrinxerats al primer pis i armats amb trabucs, els vendeans van fer un foc intens. Els soldats que van entrar a l'edifici es van trobar sota el foc dels defensors, que havien fet espitlleres al terra. L'assalt és repel·lit, però el foc continua guanyant terreny. Malgrat diverses citacions, els legitimistes es van negar a rendir-se.

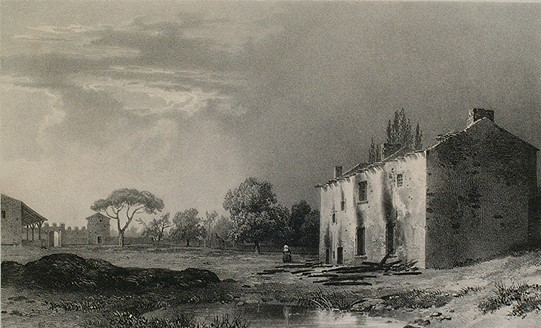
Vista de La Pénissière prop de Clisson, litografia d'Auguste Victor Deroy i Charles Motte, segle XIX.

A finals de la tarda, pressionats per les flames, els vendeans van intentar una sortida. Surten per les finestres del costat menys ben vigilat de l'edifici i llisquen a terra utilitzant les branques d'un presseguer. Aleshores es precipiten sota les bales dels soldats felipins a través d'un prat mig inundat. La majoria aconsegueixen escapar i desaparèixer al camp. No obstant això, set legitimistes van morir durant l'avanç i vuit més van romandre atrapats dins del castell.
El tiroteig va durar una hora més amb els assetjats restants, però finalment es van quedar sense municions. Quan van cessar els trets, els orleanistes van creure que els últims defensors havien estat finalment cremats vius. Segons Émile Gabory, al final de l'incendi, un granader es va aventurar a les ruïnes per comprovar-ho. Els va trobar vius, però, compadit, els va perdonar la vida i les tropes orleanistes van poder evacuar la zona. Els vuit supervivents es van unir a Girardin a Treize-Septiers.

## Les pèrdues
En el seu informe, Eugène de Girardin estima les pèrdues orleanistes en 150 o 180 morts o ferits, segons un "càlcul aproximat". Els autors legitimistes també donen xifres elevades: 200 morts segons Auguste Johanet, 250 segons Edmond Biré.
No obstant això, l'endemà de la baralla, l'alcalde de Clisson va donar un informe de cinc morts i deu ferits en una carta al prefecte. El Moniteur també parla de cinc morts. El guàrdia nacional Gautret esmenta una pèrdua de 13 o 14 homes. El registre de Clisson esmenta l'enterrament el 7 de juny de quatre soldats del 29è regiment d'infanteria de línia.
Per la seva banda, els Vendeans van deixar set morts segons Émile Gabory, entre ells Emmanuel de Girardin, germà d'Eugène. Aquest últim, en el seu informe, indica que les seves pèrdues són vuit morts i deu ferits.